# Silvanus (usurpator)
Flavius Silvanus (310/320 ergens in Gallië - 355 Keulen) was een Romeins generaal van Frankische afkomst en maakte een schitterende carrière binnen het Romeinse leger. Hij was even tegenkeizer in Gallië.

## Familie
Silvanus was de zoon van generaal Bonitus, die als eerste Frank de hoge positie van magister militum wist in te nemen. Zijn vader zou de eerste bekende christelijke Frank geweest zijn. Over zijn moeder zijn historici het niet eens: ofwel was zij een Frankische waarzegster ofwel een Romeins opgeleide vrouw. 

## Militaire carrière
Na een militaire scholing tot zwaar bewapende ruiter, tribunus scholae armaturum, in Gallië, trok hij zich tijdig terug uit de troepen van de tegenkeizer Magnentius. Hij vocht niet mee in de Slag bij Mursa (352), en kiest partij voor de wettelijke keizer Constantius II.  Hiervoor werd hij beloond met de benoeming tot magister peditum et equitum per Gallias, zeg maar bevelhebber van de Romeinse cavalerie en voetvolk in Gallië tijdens de jaren 352-353. Hij bevocht met succes, nota bene, zijn stamverwanten de Franken die Germania Inferior onveilig maakten. Keizer Constantius II kreeg de situatie maar niet onder controle en benoemde Silvanus tot magister militum of opperbevelhebber van de Romeinse troepen in Gallië en Germanië in 353. Dit is de hoogste militaire positie onder de keizer. Het was uniek dat een Frank dit werd, alsook uniek dat het een vrij jonge militair werd. Silvanus was een twintiger en omschreven als adulescentior (vrij jong). Hij bevocht de Alemannen in Trier en de Franken aan de Rijn, vanuit zijn hoofdkwartier in Keulen.

## Proces in Milaan
De intriges rond deze jonge Frankische generaal namen toe, waarschijnlijk door jaloezie. De aanvoerder van de ruiterij, Flavius Arbitio (zelf ook een Frank) en de prefect Volusianus Lampadius trokken naar het keizerlijk hof in Milaan. Daar beweerden ze met valse documenten dat Silvanus uit was op een staatsgreep. Een anti-Frankische groep aan het keizerlijk hof had het niet begrepen op Silvanus en zijn blitse carrière. Silvanus had evenwel talrijke medestanders, ook in Milaan. Het ging om officieren van dezelfde ruiterijschool als Silvanus, zoals bijvoorbeeld de officier Mallobaudes. Silvanus was niet op het proces aanwezig en er werd enkel beslist dat Silvanus zich moest verantwoorden in Milaan. 

## Tegenkeizer
Silvanus riep zichzelf in Keulen, omringd door zijn Romeinse troepen, uit tot tegenkeizer of usurpator in 355. Vele Frankische soldaten van lagere rang in het Romeinse leger waren onvoorwaardelijk trouw aan Silvanus. De reden van deze zet is onbekend: ofwel was Silvanus slecht geïnformeerd over het verloop aan het hof in Milaan, ofwel was het een poging tot het bereiken van het allerhoogste ambt in het Romeinse rijk, het keizerschap, bekleed voor de eerste maal door een Frankische immigrant.

## Moord
Een kleine groep officieren onder commando van Ursicinus vertrok onmiddellijk naar Keulen. Onder het mom van eerbewijzen te betonen, drongen ze door tot bij Silvanus en doodden hem. Silvanus was 28 dagen tegenkeizer geweest. De huisgenoten van Silvanus werden gemarteld. Zijn zoon, vermoedelijk geboren in de jaren 340 en ook Romeins soldaat, kon ontsnappen en leefde in ongenade.

## Epiloog
- Flavius Arbitio werd consul in datzelfde jaar 355, door steun van het keizerlijk hof. Hij eigende zich een deel van de rijkdom van Silvanus toe.
- Volusianus Lampadius werd stadsprefect van Rome in 365.
- Silvanus' zoon werd in eer hersteld door de latere keizer Julianus Apostata, een niet-christen.
- Na Silvanus zou geen enkele Frank meer een poging doen tot het hoogste Romeinse staatsambt: het keizerschap. De Franken zouden voortaan zelf hun eigen staat inrichten; zie verder Clovis.